# Puysségur
Puysségur (okzitanisch: Poisigur) ist eine französische Gemeinde mit 138 Einwohnern (Stand: 1. Januar 2022) im Département Haute-Garonne in der Region Okzitanien (vor 2016 Midi-Pyrénées). Sie gehört zum Arrondissement Toulouse und zum Kanton Léguevin. Die Einwohner werden Puysségurains und Puysségurainnes genannt.

## Geographie
Puysségur liegt etwa 34 Kilometer nordwestlich von Toulouse. Umgeben wird Puysségur von den Nachbargemeinden Lagraulet-Saint-Nicolas im Norden, Drudas im Osten, Pelleport im Südosten, Cadours im Süden und Südwesten, Laréole im Südwesten und Westen sowie Cox im Westen und Nordwesten.

## Bevölkerungsentwicklung
| Jahr                       | 1962 | 1968 | 1975 | 1982 | 1990 | 1999 | 2006 | 2013 | 2020 |
| Einwohner                  | 68   | 52   | 58   | 58   | 70   | 70   | 96   | 137  | 135  |
| Quellen: Cassini und INSEE |      |      |      |      |      |      |      |      |      |

## Sehenswürdigkeiten
- Kirche Notre-Dame, erbaut im 19. Jahrhundert